# Plaine vaticane
La plaine vaticane, nommée Ager Vaticanus ( [ˈA.ɡɛr waː.t̪iːˈkaː.n̪ʊs], « plaine vaticane ») dans la Rome antique, était la plaine alluviale sur la rive droite (ouest) du Tibre, également appelée Ripa Veientana ou Ripa Etrusca, notifiant la domination étrusque pendant l'époque archaïque. Elle était située entre le Janicule, la colline du Vatican et le Monte Mario, jusqu'à la colline de l'Aventin et au confluent de la crique de Cremera. C'est une étendue plane au nord du Champ de Mars, dans une région qui se relève à quelque distance en une colline d'une faible élévation, les Monts Vaticani (« collines Vaticanes »), qui correspond aujourd'hui à la Cité du Vatican.

## Étymologie
Il existe plusieurs hypothèses à propos de l'étymologie de l'AgerVātī̆cānus : selon Barthold Georg Niebuhr, le toponyme se réfère peut-être à une colonie étrusque archaïque appelée Vaticum, qui aurait jadis existé à cet endroit, ; Varro tire le nom d'une divinité de l'accouchement nommée Vaticanus ou Vagitanus, le dieu du vagiti (« gémissements »), car va est censé être la première syllabe prononcée par un enfant, ; Aulu-Gelle pour sa part tire le nom de vāticinium, une prophétie provoquée par le vol des oiseaux ou l'étude du foie des victimes de sacrifices, inspirée par le dieu qui contrôle la région,. Aucune contradiction substantielle n'apparaît entre les deux étymologies, si l'on tient compte du fait que la science des Vaticini, l'haruspice ou Etrusca Disciplina, a précisément été introduit à Rome par les Étrusques,.
Selon les étymologistes anciens comme Festus Grammaticus (cité par Paul Diacre), ce nom de Vaticanus tirerait son origine du mot Vaticinium, ou plus exactement Vātēs ou Vātis signifiant « devin » ou « voyant », parce que beaucoup de devins auraient résidé de ce côté du Tibre, car on sait notamment que sous Tibère, l’art de la divination est interdite à Rome même (c’est un délit passible de la confiscation des biens et de la relégation).
Ce terme serait finalement dérivé de vātēs (« devin, prophète ») et canō (« chanter »).

## Histoire

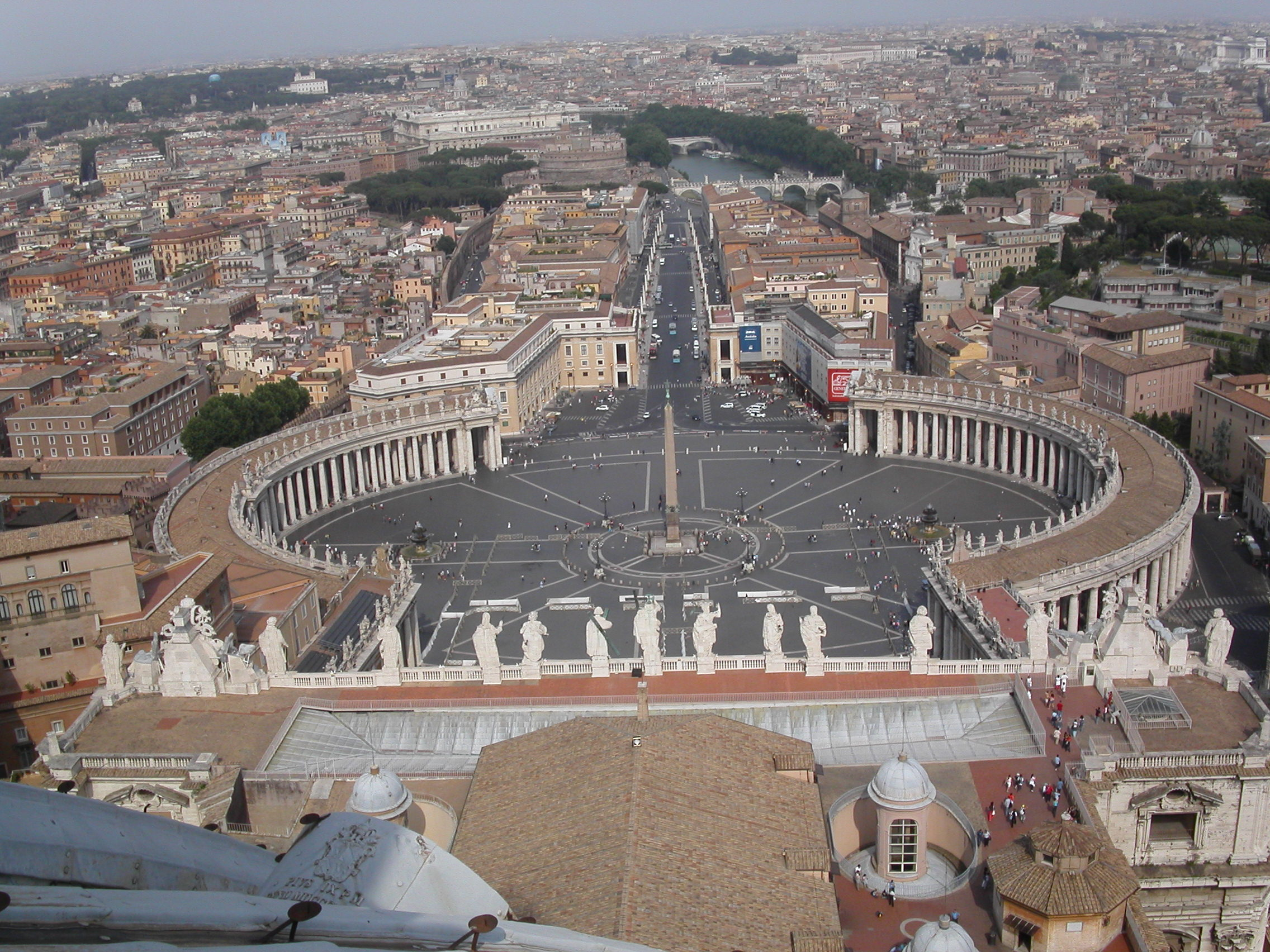
La plaine vaticane aujourd'hui

Au cours des premiers siècles de Rome, l'Ager Vaticanus est la frontière entre Rome et la puissante cité étrusque de Vèies. Après la conquête romaine de la ville rivale en 396 av.J.-C., les comices centuriates conservent la tradition d'élever une enseigne au sommet de la colline du Janicule pour signaler un éventuel raid étrusque. La colline est connue sous le nom d'Antipolis (« anti-ville » en grec), par opposition avec la colline du Capitole.
Selon les lois des Duodecim Tabulae, ou loi des Douze Tables, les débiteurs insolvables peuvent être vendus en esclavage, mais uniquement sur la rive droite du Tibre. Après que Cincinnatus ait payé une grosse amende punitive pour son fils, il est rapporté qu'il se retire « comme un exilé » dans sa propriété de l'Ager Vaticanus, bien que la plaine soit déjà territoire romain.
Le toponyme Ager Vaticanus est attesté jusqu'au Ier siècle ; par la suite, un autre toponyme est apparu, Vaticanus, désignant une zone beaucoup plus restreinte : la colline du Vatican, l'actuelle place Saint-Pierre, et peut-être l'actuelle via della Conciliazione.

## Horti

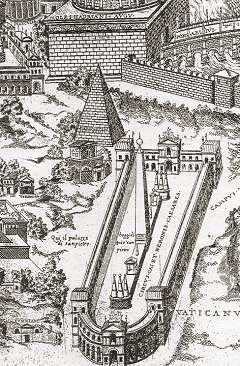
Détail de lAger Vaticanus à partir d'une carte de Pirro Ligorio de 1561, avec le cirque de Néron, le Meta Romuli et le mausolée d'Hadrien.

La plaine de l'Ager Vaticanus, qui est exposée aux inondations périodiques du Tibre, accueille des potagers et des vignobles, et est connue pour son climat malsain et son mauvais vin , jusqu'à la fin du premier siècle av. J.-C., quand les routes le long de la via Cornelia (vers le port de Chisra), la via Triumphalis vers Vèies et la via Aurelia nova  permettent aux familles de l'aristocratie de construire de luxueuses villas hors de la ville, les Horti.
Des fouilles effectuées à différentes époques dans la zone qui s'étend de l'église Santo Spirito in Sassia au palais de justice ont mis au jour des traces de bâtiments du Ier et du IIe siècle, regardant les Horti Agrippinae (« les jardins d'Agrippine »), appartenant à Agrippine l'Aînée, épouse de Germanicus. Après sa mort, les Horti passent à son fils Caligula, qui y fait construire un hippodrome privé (le cirque de Caligula et Néron). Pour marquer son spina, Caligula érige dans le cirque un obélisque égyptien (le seul vestige actuel des nombreux obélisques de Rome), qui sera déplacé en 1586 par le pape Sixte V sur la place Saint-Pierre,.
Néron, qui est capable à la fois d'héberger les Romains victimes du grand incendie de 64 et de procéder aux exécutions des chrétiens accusés de celui-ci, hérite du cirque et des Horti. Pour cette raison, jusqu'à la fin du Moyen Âge, le nom populaire de la région au-delà du Tibre, au nord du Trastevere, est resté celui de Prata Neronis (« les prairies de Néron »).
Les Horti Domitiae voisines (« les jardins de Domitia »), appartenant soit à la femme de Domitien, Domitia Longina, soit à la tante de Néron, Domitia Lepida Minor, tombent également dans la propriété impériale ; dans ce domaine, Hadrien fait plus tard construire son mausolée. Plus éloignée de la rivière, Trajan fait construire une naumachie, une installation destinée à accueillir des batailles navales.

## Routes
L'Ager Vaticanus est desservi par deux routes : la via Triumphalis et la via Cornelia, bien connues des auteurs anciens, mais dont le véritable tracé demeure inconnu. Il y a consensus sur la fait que le premier, ainsi appelé à cause des triomphes des armées romaines revenant de Vèies, commence dans le Champ de Mars, traversé le Tibre sur le Pons Neronianus, se dirige vers le nord en direction du Monte Mario, puis rejoint la via Cassia.
À propos de la via Cornelia, plusieurs hypothèses subsistent : jusqu'aux années 1940, il était communément admis que la route bifurquait du Triumphalis à une courte distance du pont de Néron, se dirigeant dans la direction est-ouest. Selon cette hypothèse, les chrétiens condamnés à mort par Néron auraient traversé cette route en se rendant à leur martyre dans le cirque de l'empereur. Cependant, comme lors des fouilles dans le Borgo dans les années 1940 pour la construction de la via della Conciliazione, aucune trace de la route n'a été trouvée ; de nombreux chercheurs pensent maintenant que la via Cornelia partait du Pont Milvius et, longeant la rive droite du Tibre, atteignait le Mausolée d'Hadrien, traversant la via Triumphalis dans un endroit correspondant à la Piazza Scossacavalli détruite dans le Borgo.
Une troisième route, la via Aurelia nova, part du Pons Aelius en direction du sud-ouest jusqu'à l'actuelle Porta San Pancrazio.

## Nécropoles et sépulcres
L'Ager Vaticanus est toujours resté en dehors des murs de Rome et du pomerium. Selon la tradition romaine, des nécropoles et des sépulcres ont également été installés le long des rues qui le traversaient, et ont été normalement laissés en place jusqu'à ce que le besoin se fasse sentir de les démolir pour faire place à de nouveaux bâtiments (comme la basilique Saint-Pierre) ou pour récupérer des matériaux.
C'est le sort de la dite Meta Romuli (l'autre pyramide funéraire existant à Rome, en plus de celle de Gaius Cestius à l'extérieur de la Porta San Paolo)  et du grand monument cylindrique voisin avec une tour chevauchante appelée Terebinthus Neronis ; les deux sépultures sont souvent considérées au Moyen Âge comme le lieu du martyre de Pierre. Des traces des deux monuments ont été trouvées lors de la construction de nouveaux bâtiments le long de la Via della Conciliazione.
Parmi les tombes, le sarcophage de la jeune Crepereia Tryphaena contenait, avec son équipement funéraire, une poupée aux bras articulés. Cette découverte, survenue en 1889, a suscité beaucoup d'émotion dans la population.
La découverte la plus récente (qui a eu lieu en 2003, mais n'a été publiée qu'en 2006) est celle de la grande nécropole connue sous le nom de Santa Rosa, le long de la via Triumphalis, lors de la fouille du parking du Vatican sous la colline du Janicule. Ce dernier site n'est pas isolé, mais fait partie d'un vaste cimetière déjà découvert et exploré dans les années 1950, appelé « dell'Autoparco ».

## Tombeau de Saint-Pierre et basilique constantinienne

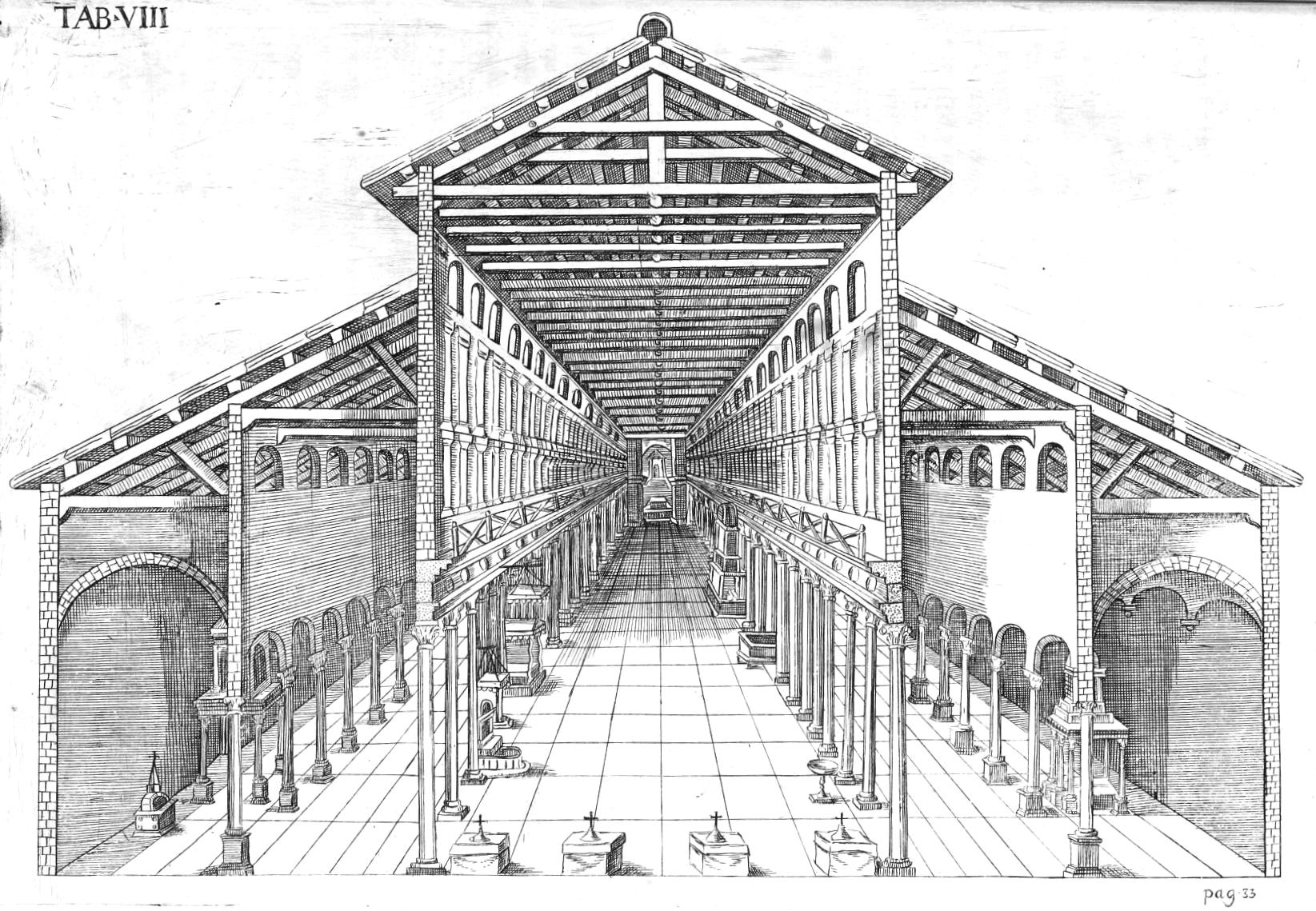
Gravure de l'antique basilique vaticane.

Le martyre de nombreux chrétiens de Rome à l’époque de Néron (54-68) eut lieu dans les horti adjacents. Saint Pierre est enterré après son crucifiement sous Néron au nord du cirque, dans une nécropole qui longe la via Cornelia, dans l'un de ces sépulcres très modestes. Lorsque Constantin légitime le culte chrétien par l'édit de Milan et commence son programme de constructions publiques chrétiennes avec le Latran, il ne le fait pas dans les espaces publics de Rome, mais sur des zones situées en marge de la zone urbaine appartenant à l'État impérial.
L’empereur Constantin fait édifier entre 326 et 333 une basilique grandiose à l'emplacement du site de l'ancien cirque romain qui est alors démoli, érigée selon l'usage chrétien au-dessus de ce que la tradition prétend être le tombeau (le confessio) de saint Pierre, sur le côté nord du Gaianum, le long de la via Cornelia. Une partie de la nécropole environnante a été recouverte lors de la construction de l'église, mais est réapparue en partie lors des recherches de la tombe de Pierre menées dans les années 1940-1950.
L'édifice est remplacé par l’actuelle basilique Saint-Pierre au cours des XVIe et XVIIe siècles.

## Ponts
L'Ager Vaticanus était relié à Rome par deux ponts :
- Le pont du Triomphe ou Pons Neronianus in Sassiam, mentionné dans la Mirabilia Urbis Romae. Il a probablement été démoli lors de la construction du mur d'Aurélien[27], mais les restes de ses piliers sont encore visibles aujourd'hui lors des périodes d'assèchement du Tibre.
- Le Pons Aelius ou Pons Hadriani, puis pont Saint-Ange, construit par l'empereur Hadrien pour relier son mausolée à la ville[28].

## Palais
Au Ve siècle, le pape Symmaque y fait construire une résidence dans laquelle quelques personnages illustres viennent séjourner, tel Charlemagne lors de son couronnement (800). Au XIIe siècle, Célestin II, puis Innocent III la font rénover.
La construction du palais du Vatican débute sous le pontificat de Nicolas V durant la première moitié du XVe siècle.

## Source de traduction
- (it) Cet article est partiellement ou en totalité issu de l’article de Wikipédia en italien intitulé « Ager Vaticanus » (voir la liste des auteurs).

- (en) Cet article est partiellement ou en totalité issu de l’article de Wikipédia en anglais intitulé « Ager Vaticanus » (voir la liste des auteurs).